# Bệnh lây truyền qua đường nước
Bệnh lây truyền qua đường nước là những bệnh gây ra bởi vi sinh vật lây lan trong nguồn nước. Bệnh có thể lây truyền khi tắm, giặt hoặc uống nước, hay ăn phải thức phẩm bị tiếp xúc với nước bị nhiễm bệnh. Các dạng khác nhau của bệnh tiêu chảy qua đường nước là những ví dụ nổi bật nhất, và ảnh hưởng đến hầu hết trẻ em ở các nước đang phát triển.
Theo Tổ chức Y tế Thế giới, bệnh lây qua đường nước chiếm khoảng 3,6% tổng gánh nặng bệnh tật toàn cầu DALY (năm nguy cơ đánh mất cuộc sống), gây khoảng 1,5 triệu người chết mỗi năm. Trong số đó, Tổ chức Y tế Thế giới ước tính 58% tương đương 842.000 người chết mỗi năm, là do thiếu nguồn cung cấp nước uống an toàn, vệ sinh môi trường và vệ sinh thân thể (tóm tắt là WASH)
Thuật ngữ bệnh truyền qua đường nước dành riêng cho phần lớn các bệnh truyền nhiễm chủ yếu truyền qua do tiếp xúc với hoặc tiêu thụ nguồn nước bị nhiễm bệnh. Thông thường, nhiều bệnh nhiễm trùng lây truyền bởi vi khuẩn hoặc ký sinh trùng tình cờ, vì lý do nào đó, đã xâm nhập vào nguồn nước, nhưng thực tế rằng có thể có một nhiễm trùng lạ không thường xuyên, không có nghĩa được phân loại bệnh là "lây qua đường nước". Cũng không phải lẽ thường để chỉ các bệnh như sốt rét là bệnh ''lây truyền qua đường nước" chỉ vì muỗi có các giai đoạn ở dưới nước trong chu kỳ sống của chúng, hoặc bởi vì việc xử lý nước là một chiến lược hiệu quả trong việc kiểm soát muỗi vectơ.
Vi sinh vật gây bệnh đặc trưng lây nhiễm trong nước nổi bật bao gồm động vật nguyên sinh và vi khuẩn, nhiều trong số đó là ký sinh trùng đường ruột, chúng xâm nhập vào các mô hoặc hệ thống tuần hoàn qua thành của đường tiêu hóa. Nhiều bệnh lây truyền qua đường nước khác là do virus gây ra. (Mặc dù có những khó khăn về lý thuyết chấp nhận định nghĩa virus là "sinh vật", vì vậy thích hợp và thuận tiện để coi chúng là vi sinh vật trong trường hợp này.)
Tuy nhiên có những nhóm bệnh quan trọng khác được bắt nguồn từ nguồn nước như bệnh do ký sinh trùng metazoan. Ví dụ điển hình bao gồm ngành Nematoda, chỉ ngành "giun tròn". Như ví dụ về nhiễm trùng Nematode lây nhiễm trong nước, bệnh giun tròn lây nhiễm trong nước quan trọng là Dracunculiasis. Khi nuốt phải copepoda có trong nước, chúng hoạt động như vectơ của Nematoda, thì có thể bị nhiễm ấu trùng giun tròn thuộc chi Dracunculus, sẽ trở thành người bị nhiễm trùng. Ấu trùng gây bệnh giun guinea.
Một loại mầm bệnh metazoan khác lây truyền trong nước là một số thành viên của Schistosomatidae, một gia đình của sán lá huyết. Chúng thường lây nhiễm cho các nạn nhân khi da tiếp xúc với nước. Sán lá huyết là tác nhân gây bệnh sán máng ở nhiều dạng khác nhau, ít nhiều ảnh hưởng nghiêm trọng đến hàng trăm triệu người trên toàn thế giới.
Trước khi các nghiên cứu hiện đại xây dựng lý thuyết mầm bệnh, hay có hiểu biết sâu sắc về bản chất của nước như một phương tiện lây truyền bệnh tật, tín ngưỡng truyền thống đã cảnh giác đề phòng việc tiêu thụ nước, thay vào đó ưu tiên đồ uống chế biến như bia, rượu và trà. Ví dụ, trong các đoàn lữ hành lạc đà băng qua Trung Á dọc theo con đường tơ lụa, nhà thám hiểm Owen Lattimore đã lưu ý, "Lý do chúng tôi uống quá nhiều trà là vì nước bẩn. Nếu chỉ nước, không được đun sôi, thì không bao giờ uống. Có một sự niềm tin mù quáng rằng nó gây ra vết rộp da trên lòng bàn chân."